# Mercedes-Benz M 273
| Mercedes-Benz/AMG    | Mercedes-Benz/AMG                         |
| -------------------- | ----------------------------------------- |
|                      |                                           |
| M 273                |                                           |
| Hersteller:          | Mercedes-Benz/AMG                         |
| Produktionszeitraum: | seit 2005                                 |
| Bauform:             | V, Achtzylinder                           |
| Motoren:             | 4,7 Liter (4663 cm³) 5,5 Liter (5461 cm³) |
| Vorgängermodell:     | M 113                                     |
| Nachfolgemodell:     | M 278                                     |
| Ähnliche Modelle:    | M 272                                     |

Der Mercedes-Benz M 273-Motor ist ein Ottomotor mit acht Zylindern in V-Anordnung.

## Allgemeines
Der M 273 ist die Weiterentwicklung des M 113. Von ihm übernahm er Zylinderabstand und Anordnung. Er ist technisch verwandt mit dem V6-Zylinder-Ottomotor M 272, der im selben Entwicklungszyklus entstand. Die Triebwerke teilen sich vor allem den Winkel der beiden Zylinderbänke zueinander sowie den Abstand der einzelnen Zylinder.
Der M 273 debütierte im September 2005 in der S-Klasse. Das Triebwerk wird seither in E-Klasse und CLS, in S- und R-Klasse, außerdem in CL, SL und CLK, sowie den Geländewagen ML, GL und G eingesetzt.

## Technische Basisdaten
Aus: MTZ 12/2005, S. 932–940
- flüssigkeitsgekühlter V8-Viertakt-Ottomotor, 90° Zylinderbankwinkel
- Zylinderabstand: 106 mm
- Aluminium-Motorblock mit eingegossenen Zylinderlaufbuchsen aus Silitec (einer Al-Si-Legierung)
- fünffach gelagerte, geschmiedete Stahl-Kurbelwelle, induktiv gehärtete Pleuel- und Hauptlager
- geschmiedete Crack-Pleuel aus 70MnVS4
- Aluminium-Kurbelgehäuse mit verstärkten Lagerdeckeln und sprühkompaktierten Laufbuchsen (Gewicht 33 kg)
- Aluminium-Zylinderköpfe mit jeweils zwei obenliegende Nockenwellen (DOHC), Phasenstellern und zentraler Zündkerze
- voneinander unabhängige Nockenwellenverstellung (als Flügelzellenversteller ausgeführt) für die Ein- und Auslassseite
- Antrieb der beiden Einlassnockenwellen über 8-mm-Duplex-Hülsenkette, Auslassnockenwelle über Zahnräder durch die Einlassnockenwelle angetrieben
- vier Ventile pro Zylinder
- Tumbleklappen in den Einlasskanälen
- Verdichtungsverhältnis: 10,7 : 1
- ovaler HFM (Heißfilm-Luftmassenmesser, 15 % weniger Druckverlust als der Vorgänger)
- variabel verstellbares Schaltsaugrohr (Ansaugkrümmer) aus Aluminium-Magnesium-Legierung
- elektrisch beheizbares 3-Teller-Thermostat (Thermomanagement mit Kennfeldsteuerung)
- Sekundärlufteinblasung
- Bosch ME9-Motorsteuergerät mit zwei Mikrocontrollern (56 MHz, 2 MB Flashspeicher)
- acht Einzelzündspulen mit gepresstem Eisenpulverkern und integrierter Treiberelektronik in direkter Anordnung über der Zündkerze
- 90 % des maximalen Drehmoments stehen zwischen 2000 und 5600/min zur Verfügung
- Gewicht nach DIN 70020a: 187 kg

## Ausbaustufen

### M 273 KE 46*
| Verkaufsbezeichnung                                                                             | Baureihe | Bauzeitraum |
| ----------------------------------------------------------------------------------------------- | -------- | ----------- |
| Hubraum: 4663 cm³, Leistung: 250 kW (340 PS) bei 6000/min, Drehmoment: 460 Nm bei 2700–5000/min |          |             |
| GL 450                                                                                          | X 164    | 2006–2012   |
| S 450                                                                                           | W/V 221  | 2006–2010   |

### M 273 KE 55*
| Verkaufsbezeichnung                                                                             | Baureihe | Bauzeitraum |
| ----------------------------------------------------------------------------------------------- | -------- | ----------- |
| Hubraum: 5461 cm³, Leistung: 285 kW (388 PS) bei 6000/min, Drehmoment: 530 Nm bei 2800–4800/min |          |             |
| ML 500                                                                                          | W 164    | 2007–2011   |
| GL 500                                                                                          | X 164    | 2006–2012   |
| E 500 (Coupé, Cabrio)                                                                           | C/A 207  | 2009–2011   |
| CLK 500                                                                                         | C/A 209  | 2006–2010   |
| E 500 (Limousine, Kombi)                                                                        | W/S 211  | 2006–2009   |
| E 500 (Limousine, Kombi)                                                                        | W/S 212  | 2009–2011   |
| CL 500                                                                                          | C 216    | 2006–2010   |
| CLS 500                                                                                         | C 219    | 2006–2010   |
| S 500                                                                                           | W/V 221  | 2005–2011   |
| SL 500                                                                                          | R 230    | 2006–2011   |
| R 500                                                                                           | W/V 251  | 2007–2014   |
| G 500                                                                                           | W 463    | 2008–2015   |

 * Die Motorbezeichnung ist wie folgt verschlüsselt:
M = Motor (Otto), Baureihe = 3-stellig, KE = Kanaleinspritzung, Hubraum = Deziliter (gerundet)

## Probleme
Grundsätzlich gilt dieser Motor als äußerst zuverlässig.
Gleichsam hatten frühe Modelle (bis ca. September 2006) Probleme mit einem Umlenk-Zahnrad im Kettentrieb der Steuerkette. Mercedes-Benz verwendete bis zum genannten Zeitpunkt ungeeignet gehärtetes Material. Dies führte dazu, dass regelmäßig bei betroffenen Fahrzeugen der gesamte Kettentrieb getauscht werden musste. Laut Mercedes-Benz wurde ab der Motornummer 088611 ein geändertes Stirnrad eingebaut.
Auch das Schaltsaugrohr machte Probleme. Die darin verwendeten Klappen aus Plastik, die die Länge des Ansaugwegs variieren sollen, können mit der Zeit verkoken und im Extremfall abbrechen.

## Nachfolger
Nachfolger wurde ab 2010 der Motor M 278.

## Leistungssteigerung
Für den Motor ist Chiptuning von verschiedenen Firmen verfügbar, dessen Resultat die meisten Anbieter mit 316 kW (430 PS) angeben und in diversen Testberichten zu einer deutlichen Verbesserung der Beschleunigung auf 200 km/h führte (bis zu ca. 3 s kürzere Beschleunigungszeiten),